# Amphipteryx jaroli
Amphipteryx jaroli (лат.) — вид стрекоз из семейства Amphipterygidae.

## Этимология
Назван jaroli (существительное в родительном падеже) присвоено в честь проводника по облачному лесу в экспедиции в национальный парк Пико Бонито (2012 год) Jarol Estrada. Именно он собрал первый экземпляр этого вида.

## Типовой материал
Всего 9 самцов (32.597/1-10, Coll. I.R.Sc.N.B.) и 1 самка (32.597/10). Голотип: самец (32.597/1), Гондурас, Национальный парк Пико Бонито, Монтанья-де-Корасаль, тропический лес, к северу от небольшой деревни Лос-Орконес в Северном Гондурасе. Базовый лагерь находился на высоте 1640 м (N15.556, W86.918), все сборы производились в окрестностях этого места.

## Описание
Размеры голотипа: ширина 39,0 мм, высота 36,0 мм, брюшко 46,0 мм, общая длина 51,0 мм. Голова голотипа самца с базальной частью губ светло-голубого цвета, губные щупики и вершина подбородка черные, верхняя губа и щека светло-голубые, нижняя челюсть черная, за исключением четко выраженного бледно-желтого пятна у основания, большого пятна, сливающегося с щеки по обе стороны от передних конечностей светло-голубые. Наличник и средняя линия передних конечностей черные, большая часть дорсальной и задней поверхностей головы черные, латеральная область передних конечностей светло-голубая; передняя часть эпикраниума до эпикраниальной борозды блестящая черная, за исключением небольшого удлиненного желтого пятна, отходящего в передне-латеральном направлении от каждого латерального глазка; задняя часть эпикраниума, включая постглазные доли, затылочную перемычку и заднюю часть головы, матово-черные.
Переднегрудь чёрная, за исключением бледно-жёлтой передней лопасти и большого латерального пятна по обе стороны от срединной лопасти и ниже вентрального края проплеврального шва; задняя лопасть с парными дорсальными, вертикальными, пластинчатыми отростками, которые при виде сбоку тонкие и сильно стоячие, каждый спереди со бледно-желтым пятном на дистальной половине; расстояние между этими лопастями примерно в два раза превышает высоту каждой лопасти, средняя лопасть лежит дорсо-задне и не такая высокая, как боковые лопасти. Синторакс желто-зеленый с широкой срединно-дорсальной черной полосой, сливающейся в верхней половине с сокращенной широкой черной предплечевой полосой, ее вентральная часть заостренная и не достигает мезинфраэпистернума; у этого последнего передняя половина черная, задняя половина бледно-желто-зеленая; бока груди желто-зеленые с тремя узкими боковыми черными полосами; один находится на середине мезэпимерона, его вентральная часть расширяется до мезинфраэпистерна, его верхний конец идет по краю антеалярного гребня и встречается со второй (межплевральной) полосой у верхне-заднего края метэпимерона и заканчивается антеро-вентрально над метастигмой; третья грудная полоса простирается на всю длину заднего края метэпимерона; передняя часть груди бледная. Тазики бледно-желтые с более темной коричневой окраской снизу; ноги черноватые с основаниями и внутренней поверхностью, поверхности бедер желтоватые; лапки и когти черные. Крылья прозрачные.
Брюшко черное со следующими частями желто-зеленого цвета: узкая срединная дорсальная линия на S2-5, дорсолатеральное пятно на S1, узкая дорсо-латеральная линия на S2, уменьшающееся латеро-базальное пятно на S3, уменьшающееся в размерах латеро-базальное пятно на S3, S4 и S5, спинка S7-10 сверху ярко-голубая (блеклая до коричневой из-за посмертных повреждений), тонкая срединная черная линия на S10, ее задне-дорсальный край с узкой срединной выемкой, вдвое короче сегмента. Половые язычки с двумя дорсальными и двумя вентральными лопастями, полупрозрачные со светло-коричневым пятном у основания вентральных лопастей; полугиалиновые дорсальные лопасти примерно в два раза длиннее вентральных, заканчиваются удлиненным лопатообразным закругленным кончиком; полугиалиновые вентральные лопасти заканчиваются закругленной вершиной. Церк черный, примерно равен S10, крепкий, шиповатый сверху и снаружи, сверху веретеновидный с вершиной закругленной, медиальная сторона с хорошо развитым лестничным зубцом примерно на полпути между вершиной и основанием, медиальная поверхность от зубца до основание с крупной мощной лопастью, направленной вентро-медиально; медиальная поверхность от зубца до вершины гладкая, слабовыпуклая; при виде сбоку церк линейный, с вентральной поверхностью, дорсально изогнутой, обнажающей внутренний край кончика церка. Парапрокт почти равен церку, его вершина при виде сбоку направлена дорсально, основание при виде сверху вздуто, парапрокт сужается книзу, вершина с квадратным кончиком, направленным медио-дорсально.

## Вариативность паратипов
Самцы различаются степенью черного цвета тела и формой лопастей переднеспинки. Узкая мезэпимеральная полоса у некоторых цельная и соединяется с черной вентрально на мезинфраэпистернуме, межплевральная полоса может разрываться на удлиненные пятна, третья грудная полоса может редуцироваться. В норме доли переднеспинки бледные, но размер этого пятна у некоторых экземпляров варьирует, высота и морфология лопастей переднеспинки также варьируют. У некоторых животных обычно стоячие доли слегка опускаются вперед, если смотреть сбоку.
Самка похожа на самца, но черные отметины на голове, на про- и особенно на синтораксе редуцированы. Срединная дорсальная черная полоса уже, чем у самца, занимает менее 0,25 длины каждой мезепистры, асимметричный рисунок в виде песочных часов, с самой узкой частью спереди, постепенно расширяющейся кзади, вентральная заостренная часть изолирована, прикреплена только к средней дорсальной полосе через узкую черную линию на верхушке. край птероторакса, сверху имеет заостренную форму рыболовного крючка, простирается менее чем на половину длины мезепистернума. Лопасти переднеспинки меньше и менее выражены по сравнению с самцом.

## Распространение
В настоящее время известен только из национального парка Пико Бонито, Гондурас. Amphipteryx jaroli был собран в трех соседних речных водосборах, все в пределах узкого диапазона высот (1611—1673 м над уровнем моря).